# Милдьюра (аэропорт)
 Аэропорт Милдьюра  (англ. Mildura Airport) — небольшой региональный аэропорт, расположенный на территории сельского поселения Милдьюра, штат Виктория. Является самым загруженным региональным аэропортом Виктории, а также обладателем премии «Сельский аэропорт года».

## Статистика аэропорта
| Место | Аэропорт | Пассажиры (чел.) | Динамика (%) |
| ----- | -------- | ---------------- | ------------ |
| 1     | Мельбурн | 170,200          | ▲8.4         |

| Место | Аэропорт | Пассажиры (чел.) | Динамика (%) |
| ----- | -------- | ---------------- | ------------ |
| 1     | Мельбурн | 16,432           | ▲22.1        |